# بنگت گوستاوسون
بنگت گوستاوسون (سوئدی: Bengt Gustavsson; ۱۳ ژانویهٔ ۱۹۲۸ – ۱۶ فوریهٔ ۲۰۱۷) بازیکن و مربی فوتبال اهل سوئد بود.
از باشگاه‌هایی که در آن بازی کرده‌است می‌توان به باشگاه فوتبال آتالانتا، باشگاه فوتبال اوسترش، و باشگاه فوتبال هامارابی اشاره کرد.
وی همچنین در تیم ملی فوتبال سوئد بازی کرده‌است.
وی در مسابقات کشوری و بین‌المللی در مجموع برندهٔ ۱ مدال برنز شده‌است.